# Nacoleia sorosi
Nacoleia sorosi is een vlinder uit de familie van de grasmotten (Crambidae), uit de onderfamilie van de Spilomelinae. De wetenschappelijke naam van deze soort is voor het eerst gepubliceerd in 1999 door Valentina Kirpichnikova.
De soort komt voor in het verre oosten van Rusland (Kraj Primorje).